# وازکتومی
مَجرا برداری یا وازِکتومی (به انگلیسی: vasectomy) نوعی عمل جراحی در مردان برای پیشگیری از بارداری است. در این روش که به «بستن لوله مردان» مشهور است، فرد امکان فرزنددار شدن را از خود سلب می‌کند و در مواردی امکان بازگشت نیز وجود دارد (vasovasostomy). اما یافته‌های پزشکی حاکی از برگشت‌ناپذیر بودن این عمل است.
در بین انواع مختلف پیشگیری از بارداری، وازکتومی موفق‌ترین آن‌ها محسوب می‌شود. این عمل فقط برای پیشگیری از حاملگی است و در انتقال بیماری‌های مقاربتی نقشی ندارد.
عمل وازکتومی سرپایی و بسیار ساده بوده و فرد ۳۰ دقیقه پس از عمل قادر به راه رفتن و رانندگی خواهد بود.
پس از این عمل رنگ و بو و طعم و حجم منی و قدرت نعوظ و انزال تغییری نمی‌کند و فقط عامل باروری (اسپرم) مسدود می‌گردد.
در این روش با جراحی کوچک مسیر وازدفران را که وظیفهٔ عبور اسپرم را از بیضه به سمت پروستات و مجرای ادراری دارد مسدود می‌کنند.
این روش با بی‌حسی موضعی و درد کم و جراحی کوتاه مدت و ارزان قیمت است. درصد موفقیت ۵/۹۹–۹۵ درصد است که بسته به روش وازکتومی متفاوت است. بر اساس اطلاعات درج شده در سایت NHS سازمان خدمات درمانی بریتانیا موفقیت این روش بیش از ۹۹٪ است و در ۲۰۰۰ مردی که وازکتومی کرده‌اند فقط یک نفر در ادامهٔ عمر توانسته یک زن را باردار کند.
عوارض جراحی بسیار کم و شامل احتمال خون‌ریزی یا عفونت جراحی در کوتاه مدت یا درد بیضه به‌طور موقتی، و به ندرت مزمن، است؛ و فواید این روش، قابلیت بازکردن مجدد وازکتومی، ارزان بودن و دوره نقاهت کوتاه مدت آن است.
وازکتومی باعث ناتوانی جنسی نمی‌گردد ولی موارد متعدد دیده می‌شود که بیمار پس از وازکتومی از کم شدن توانایی یا تمایل جنسی شاکی بوده که دلیل آن، تأثیر روحی انجام وازکتومی است و از نظر علمی وازکتومی تأثیری جسمی بر روی توانایی جنسی ندارد.
در صورت بروز دردهای طولانی مدت و آزار دهنده پس از وازکتومی احتیاج به بازکردن مجدد وازکتومی یا برداشت کامل لولهٔ وازدفران است.
وازکتومی یا انسداد مجاری وازدفران، یکی از قدیمی‌ترین روش‌های جراحی، جهت جلوگیری از باروری در مردان است این روش امروزه در بسیاری از نقاط دنیا به‌خصوص چین، برای کنترل جمعیت متداول است.
وازدفران مجرای عبور اسپرم از بیضه به طرف پروستات و مجرای ادراری جهت اضافه شدن اسپرم به مایع انزالی منی است که با انسداد این مجرا، باعث تهی شدن مایع منی از اسپرم می‌گردد و در نتیجه مایع خروجی انزالی حاوی اسپرم نمی‌باشد، لذا منجر به باروری نمی‌گردد.

انیمیشن کوچ اسپرماتوزون‌ها از خاستگاه شان به عنوان سلول‌های زایا به خروجی شان از واز دفران. A) رگ‌های خونی؛ B) سر اپیدیدیم؛ C) Efferent ductules; D) Seminiferous tubules; E) Parietal lamina of tunica vaginalis; F) Visceral lamina of tunica vaginalis; G) Cavity of tunica vaginalis; H) Tunica albuginea; I) Lobule of testis; J) دم اپیدیدیم؛ K) تنه اپیدیدیم؛ L) Mediastinum testis; M) واز دفران.

## روش انجام وازکتومی
وازکتومی از طریق برش کوچکی بر روی پوست در مسیر مجرای وازدفران انجام می‌گیرد. این برش معمولاً بر روی ساک بیضه (اسکلروتوم) یا به ندرت قسمت تحتانی شکم انجام می‌گردد. سپس با بازکردن بافت زیر پوست و آزاد کردن مجرای وازدفران، قسمتی از مجرا برش داده شده و دو سر آزاد آن، با نخ جراحی مسدود می‌گردد.
در روشی به نام NSIV که به نام وازکتومی بدون برش معروف است بدون برش پوست با تیغ جراحی، از طریق سوراخ کوچکی بر روی پوست، به محل مجرای وازدفران دسترسی پیدا کرده و وازکتومی انجام می‌گردد.

## عوارض بعد از وازکتومی
وازکتومی یکی از کم عارضه‌ترین روش‌های جلوگیری از باروری است و عوارض آن شامل عوارض تکنیکی جراحی، مثل احتمال خون‌ریزی و هماتوم در کیسه بیضه و ایجاد عفونت محل جراحی است. عوارض دیررس مثل درد دائمی یا درد هنگام نزدیکی که به ندرت رخ می‌دهد. همچنین با گذشت زمان، ناباروری ممکن است دائمی و غیرقابل برگشت گردد.

## درد بعد از وازکتومی
از عوارض دیررس وازکتومی درد است. سندروم درد پس از وازکتومی موکا یک عارضه دائمی و گاه ناتوان‌کننده است که ممکن است بلافاصله بعد از وازکتومی یا سال‌ها بعد عارض شود. درد بیضه‌ای که تا چند سال ادامه پیدا می‌کند، تا یک نفر از هر سه مرد وازکتومی شده را تحت تأثیر قرار می‌دهد. درد بیضه ناتوان‌کننده‌ای که تا سالیان ادامه پیدا می‌کند، و احتمالاً برای همیشه، تعداد کمتری از مردان وازکتومی شده را تحت تأثیر قرار می‌دهد. در بین این دو حد، گستره‌ای از انواع شدت درد وجود دارد. چنین پنداشته می‌شود که سندروم درد پس از وازکتومی به یک یا چند مورد از دلایل زیر ایجاد می‌شود: فشار داخل لوله‌ای بیضه‌ای، پرشدن بیش از حد لوله اسپرم، التهاب دائمی، فیبروزیس، گرانولومای اسپرم و گیرافتادن عصب. درصورتی که علامت اولیه درد در لوله اسپرم باشد، سندروم درد پس از وازکتومی را معمولاً با تراکم بیش از حد مایع در لوله اسپرم توصیف می‌کنند. درد می‌تواند بروز دائمی داشته باشد به صورت درد بیضه یا تراکم بیش از حد مایع در لوله اسپرم، یا بروز پراکنده مثل دردهایی فقط در موقع آمیزش، انزال یا فعالیت بدنی.
این درد ممکن است دائمی یا هنگام تحریک جنسی و نزدیکی باشد دلیل بروز درد در بعضی افراد به درستی مشخص نیست. ممکن است افزایش فشار حرکت اسپرم، در لوله مسدود شده، عامل آن باشد ولی عوامل عصبی و روحی معمولاً بسیار تأثیرگذار است.
یک بررسی آماری تلفنی/پستی ۱۷۲ نفر ۴ سال پس از وازکتومی تشخیص داد که ۳۳ درصد از پاسخ دهندگان نوعی ناراحتی مزمن بیضه‌ای داشته‌اند و در ۱۵ درصد از این پاسخ دهندگان، ناراحتی بیضه‌ای دردسرساز بوده‌است. یک بررسی آماری پستی گذشته نگر ۳۹۶ مرد تشخیص داد که ۴ درصد، درد قابل توجه در کیسه بیضه برای مدتی بیش از یک سال داشتند که نیازمند جراحی شد.  یک مطالعه دیگر با ۴۷۰ بیمار وازکتومی تماس گرفت و ۱۸۲ پاسخ دریافت کرد. از این تعداد، ۳۵ مرد (۱۸٫۷٪ پاسخ دهندگان) درد مزمن در کیسه بیضه داشتند، و ۴ مرد (۲٫۲٪) گزارش از دردی داشتند که به شدت کیفیت زندگی آن‌ها را تحت تأثیر قرار داده بود.  شیوع یا فراوانی درد طولانی مدت بعد از وازکتومی ممکن است تا حدودی به مهارت جراحی که وازکتومی را انجام می‌دهد بستگی داشته باشد.
به هر حال درمان درد در بیمارانی که درد باعث آزار طولانی مدت می‌گردد بازکردن مجدد مجرای وازدفران یا خارج کردن تمامی مسیر لولهٔ وازدفران است (Vasoepididymectomy) که خود این اقدام روش هزینه‌بر و زمان‌بر است.

## وازکتومی و نارسایی جنسی
وازکتومی از نظر علمی تأثیری بر روی ناتوانی جنسی در رفتار سکس فرد ندارد و منجر به کاهش یا افزایش تمایل و توانایی جنسی نمی‌گردد و فقط حجم مایع منی ۵/۰ میلی‌لیتر کمتر از قبل از وازکتومی می‌گردد و مایع منی حاوی اسپرم نیست. در موارد متعددی که بیمار پس از وازکتومی اظهار کم شدن تمایل یا توانایی جنسی دارد صرفاً تأثیر عصبی و روحی عمل است و تأثیر جسمی نیست.
اسپرم ساخته شده در بیضه هنگام نزدیکی در مسیر لولهٔ وازدفران حرکت می‌کند و پس از رسیدن به محل وازکتومی شده، پشت محل انسداد مجتمع می‌گردد و به تدریج با گذشت زمان جذب بدن می‌گردد.

## فواید وازکتومی
وازکتومی با درصد موفقیت بالای ۹۵/۰ تا ۹۵/۹۹ یکی از قطعی‌ترین روش‌های جلوگیری از باروری است که انجام آن با کمترین استرس به فرد و با بی‌حسی موضعی و در زمان حدود ۱۰ دقیقه قابل انجام است و دوره نقاهت کوتاه مدت ۲۴ تا ۷۲ ساعت است. پس از ترمیم احتیاج به کشیدن بخیه نیست. احتمال عود و بازشدن مسیر وازدفران بین ۵ تا ۰۵/۰٪ است که بسته به تکنیک وازکتومی متفاوت است.

## آیا می‌توان مجرای وازدفران را مجدداً باز نمود؟
درصورت تمایل فرد به باروری مجدد، قابلیت بازکردن مجدد لوله به روش جراحی است. البته بایستی در نظر داشت که درصد موفقیت بازکردن مجدد وازدفران قطعی و ۱۰۰ درصد نیست. چون به مرور زمان افزایش فشار مجاری اسپرم، به تدریج منجر به تخریب بافت مجاری و لوله‌های اسپرم ساز (seminifrous Tubul) و در نتیجهٔ ناباروری دائمی می‌گردد.
چه بیماری کاندیدا مناسبی برای بازکردن مجرا وازدفران پس از وازکتومی است؟
اگر فردی احتمال دارد در آینده داوطلب داشتن فرزندی باشد توصیه می‌گردد که از انجام وازکتومی صرف نظر کند؛ ولی اگر به هر دلیلی فرد وازکتومی شده خواستار داشتن فرزندی دیگر شد می‌توان با جراحی (وازو وازستومی) اقدام به بازکردن مجرا کرد.
هرچه فاصله زمانی بین انجام وازکتومی و جراحی بازکردن لوله کمتر باشد و تکنیک انجام جراحی بهتر باشد، شانس موفقیت عمل بیشتر خواهد شد. بهترین زمان کمتر از ۲ سال فاصله زمانی و در فردی که بیش از ۱۰ سال از وازکتومی گذشته باشد کمترین درصد موفقیت انتظار می‌رود.

### روش بازکردن مجدد وازکتومی
بر خلاف وازکتومی که اقدامی ارزان قیمت، سریع و از نظر تکنیکی آسان است، بازکردن آن روشی مشکل، زمان‌بر، و گران‌قیمت است. بهترین روش انجام به روش میکروسرجری (استفاده از میکروسکوپ و بزرگنمایی حین جراحی) است و دقت و ظرافت حین جراحی تعیین‌کننده است.
در این روش لولهٔ وازدفران که قطر بیرونی حدود ۵/۱–۱ میلی‌متر و قطر لومن داخلی آن حدود ۱/۰ است به وسیلهٔ نخ‌های جراحی بسیار باریک که به سختی با چشم قابل مشاهده است از طریق دید میکروسکوپی در ۲ تا ۳ لایه، عمل پیوند دو سر لولهٔ وازدفران انجام می‌گیرد.
پس از انجام یک عمل وازو وازوستومی موفق، حتی باز ممکن است جهت بارور شدن احتیاج به درمان دارویی یا اقدامات کمک لقاحی نیز باشد.

## اقدام‌های لازم بعد از وازکتومی
۲۴ ساعت استراحت پس از انجام وازکتومی لازم است. مسکن و در صورت صلاحدید پزشک جراح، آنتی‌بیوتیک لازم است. همچنین مدت حدود ۳ ماه پس از وازکتومی، زمان لازم است بگذرد تا مایع منی فرد فاقد اسپرم و کاملاً نابارور گردد.
سه ماه پس از وازکتومی لازم است آزمایش مایع منی از نظر وجود اسپرم در سه مرحله انجام گیرد و در صورتی که مقدار اسپرم صفر باشد فرد می‌تواند عمل را مؤثر و کامل بداند؛ لذا پس از وازکتومی تا ۳ ماه سایر اقدامات جلوگیری‌کننده از باروری مثلاً استفاده از کاندوم توصیه می‌گردد.

## شرایط انجام عمل وازکتومی
1. شرط اصلی جراحی وازکتومی یا عمل جراحی دستگاه تناسلی یا بستن لولهٔ مردان، تأهل است.
2. داشتن فرزند
3. رضایت کتبی همسر در مطب دکتر یا در محضر
4. این عمل، نیاز به استراحت مطلق ندارد.
5. روش‌های جراحی عمل به صورت بی‌حسی و سرپایی در مطب یا به صورت بی هوشی در اتاق عمل انجام می‌شود.